# Nudelman-Suranov NS-23
O NS-23 é um canhão automático aéreo de 23 mm desenhado por A. E. Nudelman, A. Suranov, G. Zhirnykh, V. Nemenov, S. Lunin, e M. Bundin durante a segunda guerra mundial para substituição do canhão Volkov-Yartsev VYa-23. Entrou em serviço em 1944. O cartucho do NS-23 derivava de um de 14.5×114mm antitanque, sendo modelado para 23 mm.
A versão sincronizada designada NS-23S foi usada para locais fixos de disparo sobre o arco da hélice.
Aplicações do NS-23 incluíram o Antonov An-2, Ilyushin Il-10, Ilyushin Il-22, Lavochkin La-9, La-15, MiG-9, Yak-9UT, Yak-15, Yak-17 e Yak-23. Algumas primeiras unidades de MiG-15s também foram equipadas com o NS-23.
O NS-23 foi substituído em serviço pelo Nudelman-Rikhter NR-23 por volta de 1949.